# 博伊德縣 (肯塔基州)
博伊德縣（英語：Boyd County）是美國肯塔基州東北部的一個縣，東北隔俄亥俄河與俄亥俄州相望，東為西維吉尼亞州。面積419平方公里。根據美國2000年人口普查，共有人口49,752人。縣治卡特里次堡（Catlettsburg）。
成立於1860年2月16日。縣名紀念聯邦眾議員、議長林·博伊德。本縣除最大城市阿什蘭以外，座位達100座、營業額超過70%來自食品的餐廳皆可以售賣含酒精飲料。